# Berry位相
古典力学並びに量子力学におけるBerry位相（Pancharatnam–Berry位相、Pancharatnam位相、幾何学的位相とも）とは、系が断熱サイクルに置かれたとき、ハミルトニアンのパラメーター空間の幾何学的性質に起因して、サイクルの過程でもたらされる位相差のことである。
この現象は、S. Pancharatnam (1956)とH. C. Longuet-Higgins (1958)のそれぞれで独立に見いだされ、のちにマイケル・ベリー (1984)によって一般化された。

## 概要
Berry位相はポテンシャルエネルギー曲面の円錐交差 (conical intersection)やAharonov–Bohm効果において認められる。円錐交差が関与する例では、分子座標が断熱パラメータとなる。C6H3F3+分子の電子基底状態に関連する円錐交差周りのBerry位相が、Bunker and Jensenの教科書 (385-386ページ) で議論されている。Aharonov–Bohm効果の場合については、2つの干渉パスで囲まれた磁場が断熱パラメータとなり、この2つのパスがループをなすため周期的である。量子力学以外でも、古典光学のような様々な波動系でBerry位相は認められる。系のトポロジーのある種の特異点や穴の近傍において、波動を特徴づける2つ以上のパラメータが存在するとき、Berry位相が見いだされうることが経験的に知られている。2つのパラメータが必要な理由は、非特異状態の集合が単連結空間にならずホロノミーが非零となるからである。
波動はその振幅と位相によって特徴づけられ、波動の変化はこれらをパラメータとする関数で記述される。Berry位相は、両方のパラメータが同時かつ非常にゆっくりと（断熱的に）変化して、最終的に初期配置へと戻るときに生じる。量子力学では、回転運動のみならず粒子の並進運動もこのような元に戻る操作に含まれうる。このような操作の下での時間発展では、系の波動はその振幅と位相によって特徴づけられる初期状態に戻ることが期待されるが、パラメータ空間内での時間発展が、自己回帰的な前後移動ではなくループをなす場合、初期状態と最終状態の位相にずれが生じることがある。この位相差こそがBerry位相であり、その発生は、典型的には、系のパラメータ依存性の中で、特異なパラメータ組が存在することに対応している。
波動系におけるBerry位相を測定するためには、干渉実験が用いられる。フーコーの振り子は、古典力学的にBerry位相を説明するためによく用いられる例であり、系におけるBerry位相のアナログはHannay角として知られている。

## 量子力学におけるBerry位相
{\displaystyle n}次固有状態にある量子系では、ハミルトニアンの断熱的な時間発展で系はハミルトニアンの{\displaystyle n}次固有状態にとどまるものの、位相因子が付け足されることを見た。この位相因子は状態の時間発展からの寄与のほかに、変化するハミルトニアンとともに移り変わる固有状態からの寄与がある。後者がBerry位相に対応している。
この寄与は、非サイクリックなハミルトニアン変化に対しては、時間発展の各点のハミルトニアンの固有状態に対応する、異なる位相を選択することによって打ち消すことができる。
しかしながら、サイクリックな変化ではBerry位相は打ち消されることはなく、系の観測可能な不変量としてふるまう。マックス・ボルン、ウラジミール・フォック, Zeitschrift für Physik 51, 165 (1928) での断熱定理の証明によって、位相因子の全変化量への断熱過程の寄与を特徴づけることができる。断熱近似の下で、断熱過程における{\displaystyle n}次固有状態の係数は次式で与えられる。
{\displaystyle C_{n}(t)=C_{n}(0)\exp \left[-\int _{0}^{t}\langle \psi _{n}(t')|{\dot {\psi }}_{n}(t')\rangle \,dt'\right]=C_{n}(0)e^{i\gamma _{n}(t)}.}
ここで、{\displaystyle \gamma _{n}(t)}はパラメータ{\displaystyle t}に対するBerry位相である。{\displaystyle t}をより一般的なパラメータに書き換えたとき、Berry位相は
{\displaystyle \gamma _{n}[C]=i\oint _{C}\!\langle n,t|\left(\nabla _{R}|n,t\rangle \,\right)dR\,}
と書かれる。ここで、{\displaystyle C}はパラメータ空間内の断熱過程に対応する閉曲線であり、{\displaystyle R}はサイクリックな断熱過程のパラメータ変数である。閉じた経路に沿ったBerry位相は、Stokesの定理を用いることで、{\displaystyle C}で囲まれた曲面上でBerry曲率を積分することで計算できる。

## 例
- フーコーの振り子
- 光ファイバーの偏光
- 確率的ポンプ効果[8]
- スピン½

## Berry接続とBerry曲率
Gaugeの独立した、Berry接続は
{\displaystyle {\mathcal {A}}_{n}(\mathbf {R} )=i\langle n(\mathbf {R} )|\nabla _{\mathbf {R} }|n(\mathbf {R} )\rangle }
だから
{\displaystyle \gamma _{n}=\int _{\mathcal {C}}d\mathbf {R} \cdot {\mathcal {A}}_{n}(\mathbf {R} )}
ストークスの定理のために
{\displaystyle \gamma _{n}=\int _{\mathcal {S}}d\mathbf {S} \cdot \mathbf {\Omega } _{n}(\mathbf {R} ).}
そこ、Berry曲率は
{\displaystyle \Omega _{n,\mu \nu }(\mathbf {R} )={\partial  \over \partial R^{\mu }}{\mathcal {A}}_{n,\nu }(\mathbf {R} )-{\partial  \over \partial R^{\nu }}{\mathcal {A}}_{n,\mu }(\mathbf {R} ).}

## 周期ポテンシャル
ブロッホの定理によると
{\displaystyle \psi ({\boldsymbol {r}}+{\boldsymbol {R}})=e^{i{\boldsymbol {k}}\cdot {\boldsymbol {R}}}\psi ({\boldsymbol {r}})}
この時、シュレーディンガー方程式は
{\displaystyle H(k)=e^{-ikr}H(r)e^{ikr}}
{\displaystyle H(k)u_{k}(r)=E_{k}u_{k}(r)}
そして、kは自然にパラメータRである。
固体内に、Berry曲率は磁場と同様の効果を生み出すが、T対称性と空間対称性が同時に存在するなら、Berry曲率はゼロとなる。

## 参考
1. ↑  Solem, J. C.; Biedenharn, L. C. (1993). “Understanding geometrical phases in quantum mechanics: An elementary example”. Foundations of Physics 23 (2):  185–195. Bibcode: 1993FoPh...23..185S. doi:10.1007/BF01883623.
2. ↑  Pancharatnam, S. (1956-11-01). “Generalized theory of interference, and its applications” (英語). Proceedings of the Indian Academy of Sciences - Section A 44 (5):  247–262. doi:10.1007/BF03046050. ISSN 0370-0089.
3. 1 2  Longuet-Higgins, Hugh Christopher; Öpik, U.; Pryce, Maurice Henry Lecorney; Sack, R. A. (1958-02-25). “Studies of the Jahn-Teller effect .II. The dynamical problem”. Proceedings of the Royal Society of London. Series A. Mathematical and Physical Sciences 244 (1236):  1–16. doi:10.1098/rspa.1958.0022.
4. ↑  Berry, Michael Victor (1984-03-08). “Quantal phase factors accompanying adiabatic changes”. Proceedings of the Royal Society of London. A. Mathematical and Physical Sciences 392 (1802):  45–57. doi:10.1098/rspa.1984.0023.
5. ↑  Herzberg, G.; Longuet-Higgins, H. C. (1963-01-01). “Intersection of potential energy surfaces in polyatomic molecules” (英語). Discussions of the Faraday Society 35 (0):  77–82. doi:10.1039/DF9633500077. ISSN 0366-9033.
6. ↑  Bunker, Philip R. (2006). Molecular symmetry and spectroscopy. Jensen, Per, 1956-, National Research Council Canada., National Research Council Canada. Monograph Publishing Program. (2nd ed ed.). Ottawa: NRC Research Press. ISBN 0-660-19628-X. OCLC 68402289
7. ↑  Hannay, J H (1985-02-01). “Angle variable holonomy in adiabatic excursion of an integrable Hamiltonian”. Journal of Physics A: Mathematical and General 18 (2):  221–230. doi:10.1088/0305-4470/18/2/011. ISSN 0305-4470.
8. ↑  N. A. Sinitsyn; I. Nemenman (2007). “The Berry phase and the pump flux in stochastic chemical kinetics”. Europhysics Letters 77 (5):  58001. arXiv:q-bio/0612018. Bibcode: 2007EL.....7758001S. doi:10.1209/0295-5075/77/58001.
9. ↑  Xiao, Di; Chang, Ming-Che; Niu, Qian (2010-07-06). “Berry phase effects on electronic properties”. Reviews of Modern Physics 82 (3):  1959–2007. doi:10.1103/RevModPhys.82.1959.

## 関連書籍
- 「メタマテリアルのつくりかた 光を曲げる「磁場」とベリー位相」冨田知志・澤田桂 著, 日本磁気学会 編,  共立出版 2019 ISBN 	978-4-32003572-0
- 「ベリー位相とトポロジー: 現代の固体電子論」D. ヴァンダービルト 著, 倉本義夫 訳, 朝倉書店 2022 ISBN 978-4-25413141-3